# Dixie D'Amelio
Dixie Jane D'Amelio (Norwalk, Connecticut; 12 de agosto de 2001) es una celebridad de internet y cantante estadounidense, que obtuvo reconocimiento internacional por sus videos publicados en la red social TikTok (antes llamado Musical.ly). A mediados de 2020 lanzó su primer sencillo «Be Happy» y empezó a comercializar su línea de maquillajes con su hermana Charli Grace D'Amelio y la marca Morphe. A mediados de 2022 lanzó su primer álbum titulado "letter to me" , que incluye canciones totalmente inéditas, entre ellas su primera canción "Be Happy".

## Carrera

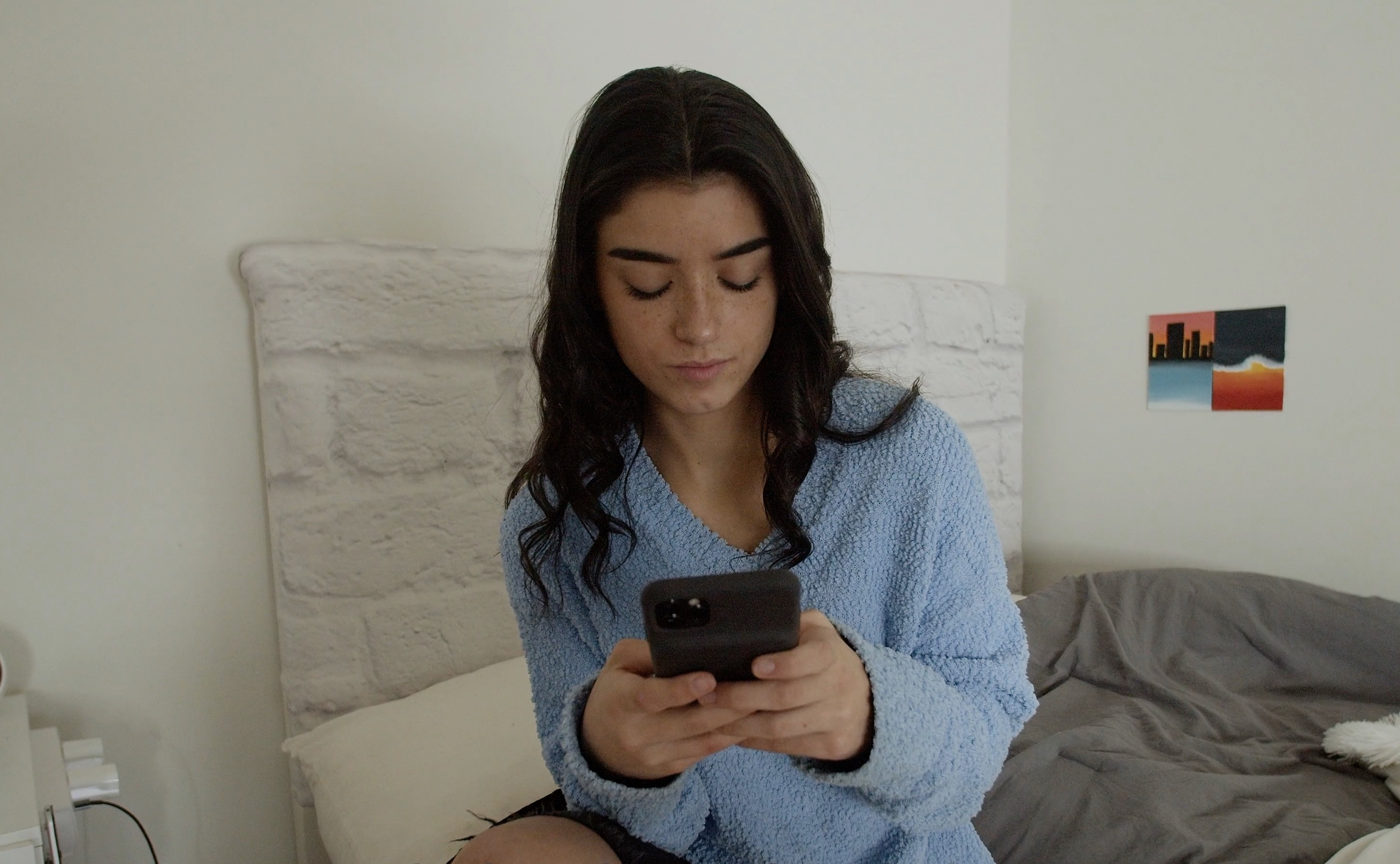
Dixie D'Amelio Unicef 2019

La carrera de Dixie comenzó cuando empezó a publicar videos tiktoks sobre maquillaje, bailes, ropa, etc. ha acumulado más de 46 millones de seguidores en TikTok. También tiene más de 18.2 millones de seguidores en Instagram y más de 2.6 millones en Twitter. Ocupa el noveno puesto de las personas más seguidas en TikTok.[cita requerida] En diciembre de 2019 se unió con su hermana, Charli D'Amelio al grupo colaborativo de TikTok, The Hype House, junto con otras celebridades de la plataforma como Avani y Addison Rae.[cita requerida]
En enero de 2020, D'Amelio firmó con United Talent Agency. En mayo del mismo año, ella y su hermana anunciaron un nuevo acuerdo de podcast con Ramble Podcast Network, que ofrecerá una visión detrás de escena de sus vidas y temas específicos en sus mentes y más tarde apareció en la serie de Brat TV Attaway General.
El 26 de junio del mismo año, D'Amelio lanzó su primer sencillo, «Be Happy». En su primera semana, la canción acumuló más de 1.4 millones de transmisiones en Spotify. Eventualmente, la canción sería su primera entrada a las listas de Billboard, debutando en el número 1 del Bubbling Under Hot 100.
Posteriormente se asocia con la marca estadounidense Morphe, para lanzar junto a su hermana la línea de maquillajes Morphe 2. También, junto a su hermana tienen su propia colaboración de esmalte de uñas, con la compañía Orosa Beauty. Además hicieron con su hermana Charli una colaboración con Hollister, donde sacaron su propio 'Hoodie'. Otra gran oportunidad que tuvo junto a su hermana fue colaborar con Selena Gomez y David Henrie para su nueva película 'This Is The Year'.
A Mediados de 2022, lanzó su primer álbum "letter to me", que incluye canciones inéditas y entre ellas está su primera canción titulada Be Happy (lanzada el 1 de julio de 2020). Y para promocionar su nuevo álbum "letter to me", se encuentra realizando un tour de conciertos titulado "Dixie: letter to me".

## Discografía

### Sencillos
| Año  | Sencillo                            | Posiciones en listas | Posiciones en listas | Posiciones en listas | Posiciones en listas | Posiciones en listas | Álbum     |
| Año  | Sencillo                            | CAN                  | ESC                  | EUA Bub.             | NZ Hot               | RU                   | Álbum     |
| ---- | ----------------------------------- | -------------------- | -------------------- | -------------------- | -------------------- | -------------------- | --------- |
| 2020 | «Be Happy»                          | 56                   | 59                   | 1                    | 8                    | 55                   | Sin álbum |
| 2020 | «Naughty List» (con Liam Payne)     | —                    | —                    | —                    | 33                   | 48                   | Sin álbum |
| 2020 | «One Whole Day» (feat. Wiz Khalifa) | —                    | —                    | —                    | 8                    | —                    | Sin álbum |
| 2020 | «Roommates»                         | —                    | —                    | —                    | 15                   | —                    | Sin álbum |